# Werner Beck (Ingenieur)
Werner Beck (* 28. Juli 1907 in Paramaribo; † 24. Oktober 1994 in Freiberg) war ein deutscher Maschinenbauingenieur und Hochschullehrer.

## Leben
Beck wurde in Paramaribo geboren, wo sein Vater für eine Missionsfirma arbeitete. 1913 machte die Familie Urlaub in Deutschland; Werner Beck blieb da und wuchs bei Verwandten in der Lausitz auf. Von 1914 bis 1918 besuchte er die Mittlere Volksschule in Herrnhut, das Abitur legte er 1926 in der Oberrealschule in Bautzen ab. Er studierte anschließend bis 1931 Maschinenbau an der TH Dresden. Nach dem Erwerb des Diploms arbeitete er für kurze Zeit im Technischen Büro der Motorenfabrik Carl Jastram in Hamburg.
Von 1932 bis 1935 wirkte er als Assistent von Otto Emil Fritzsche am Institut für Maschinenkunde der Bergakademie Freiberg. Danach nahm er eine Stelle an den Dessauer Junkers Flugzeug- und Motorenwerken an. Zum 1. Mai 1937 trat er in die NSDAP ein (Mitgliedsnummer 4.843.396). Im gleichen Jahr wurde er an der Bergakademie Freiberg zum Dr.-Ing. promoviert, er arbeitete aber weiter für die Junkers-Werke. Von März 1938 bis Juli 1939 leistete er Militärdienst.
1946 wurde Werner Beck zusammen mit anderen Junkers-Experten zum Dienst im Flugzeugbau der UdSSR zwangsverpflichtet. Er arbeitete zunächst drei Jahre lang in Tuschino, dann vier Jahre in Kuibyschew und ein Jahr in Sawjolowo. Ein Schwerpunkt seiner Forschung war der Antrieb von Propellerturbinen, u. a. für die viermotorige Iljuschin Il-18.
Im Jahr 1954 berief ihn die Bergakademie Freiberg zum Dozenten für Strömungstechnik am Institut für Maschinenbau. 1958 wurde er zum Professor berufen, 1969 erfolgte die Umberufung zum Professor für hydraulische und pneumatische Antriebe. 1972 wurde er emeritiert. Zehn Jahre später nahm er einen Lehrauftrag in Suriname an, der aber bereits nach kurzer Zeit wegen lokaler Unruhen in Columbien endete. So kehrte er bereits nach wenigen Monaten nach Freiberg zurück, wo er bis kurz vor seinem Tod noch Vorlesungen hielt.
Werner Beck starb 1994 in Freiberg. Sein Grab befindet sich auf dem Donatsfriedhof. Die Universitätsbibliothek Freiberg erinnerte 2007 mit einer Ausstellung an Becks 100. Geburtstag.

## Veröffentlichungen (Auswahl)
- Untersuchungen über die Wirkung von Strömungsgleichrichtern hinter Raumkrümmern. Dissertation, 1937
- Grundlagen der Strömungsmechanik. Freiberg, 1960
- Turbo-Arbeitsmaschinen und Turbo-Kraftmaschinen. Lehrbriefreihe, 1964–1967
- Julius Weisbach. Gedenkschrift zu seinem 150. Geburtstag. Akademie-Verlag Berlin, 1956
- Zur Ermittlung der Stromaufteilung in Rohrleitungsnetzen mit Diagonalverbindung. Deutscher Verlag für Grundstoffindustrie Leipzig, 1983